# Túlio Vargas
Odilon Túlio Vargas (Piraí do Sul, 28 de junho de 1929 — Curitiba, 27 de março de 2008) foi um político, jurista, procurador de estado, historiador e escritor brasileiro.

## Biografia
Túlio Vargas era filho do deputado Rivadavia Barbosa Vargas (1900-1972) e de Dalila Rolim Vargas. Descendente também do político e senhor do Vale do Tibagi, maragato Coronel Telêmaco Augusto Enéas Morosini Borba, o qual era bisavô materno de Túlio. Foi casado com Lilian Betty Tamplin, com quem teve dois filhos: Marcos Túlio e Liliana.
Iniciou sua carreira no interior do Estado de São Paulo, onde sonhava em ser locutor de rádio, começando a se dedicar pelo gosto ainda jovem, na cidade de Itararé. Quando passou a estudar em Itapeva na década de 1940, Vargas ganhou experiência prestando serviços como locutor esportivo, tendo uma brilhante história na radiofonia. Em Curitiba, no ano de 1947, assumiu a chefia de esportes da Rádio Clube Paranaense. Entre 1947 e 1954 atuou como jornalista da Fundação Cásper Líbero. Em 1954 graduou-se pela Faculdade de Direito da Universidade Federal do Paraná (UFPR), abandonando sua carreira no rádio.
Elegeu-se Deputado Estadual em 1962 pelo Partido Democrata Cristão (PDC). Assumiu o mandato em fevereiro de 1963, tornando-se líder da bancada de seu partido na Assembleia Legislativa do Paraná. Com a extinção dos partidos políticos pelo Ato Institucional nº 2 de 1965, filiou-se à Aliança Renovadora Nacional (Arena). Reelegeu-se deputado estadual em novembro de 1966 e tornou-se líder do governo de Paulo Pimentel (1966-1971). Em novembro de 1970 elegeu-se pelo Arena, deputado federal pelo Paraná. Assumiu o mandato na Câmara dos Deputados em fevereiro de 1971. Foi vice-presidente da Comissão de Constituição e Justiça. Foi reeleito em novembro de 1974. Licenciou-se em março de 1975, por ter sido nomeado secretário de estado de Justiça, no governo Jaime Canet Júnior (1975/1979), e posteriormente nos governos de Ney Braga e Hosken de Novais. Em 1978, ainda pelo Arena, foi o candidato do Paraná mais votado na eleição para o Senado Federal. Entretanto, foi derrotado pela soma dos votos recebidos das sublegendas da oposição, que concorreu com dois candidatos.
Em 1980 foi nomeado procurador-geral do estado junto ao Tribunal de Contas do Estado do Paraná, cargo em que se aposentou em 1994.
Túlio, apesar de se dedicar muito ao cenário político dentro do Estado do Paraná, também desenvolveu diversos projetos onde atuava como historiador, escrevendo e publicando 26 obras. Teve vários artigos publicados no jornal Gazeta do Povo. Integrou o  Lions Club Internacional, e foi presidente da Academia Paranaense de Letras, de 1994 até ser afastado por complicações de saúde antes de sua morte. Naquele momento Lauro Grein Filho assumiu a presidência.
Faleceu em março de 2008 vítima de fibrose pulmonar. No mesmo ano de sua morte foi homenageado com a denominação de um parque localizado na Cidade Industrial de Curitiba (CIC).

## Obras
- O Indomável Republicano
- Deputados brasileiros: repertório biográfico dos membros da Câmara dos Deputados, sétima legislatura (1971-1975)
- A última viagem do barão do Serro Azul (transformado no filme "O Preço do Paz")
- Deputados brasileiros: repertório biográfico dos membros da Câmara dos Deputados, oitava legislatura (1975-1979)
- Pé vermelho
- Sérgio de Castro: biografia do presidente da Constituinte Republicana do Paraná de 1892
- História biográfica da República no Paraná
- Senhor Senador, Senhor Ministro
- O Maragato: a vida lendária de Telêmaco Borba
- Laertes Munhoz: o mestre sublime
- O Conselheiro Zacarias
- O Juiz Integral
- Tempo de Secretaria: palestras e discursos do deputado federal, Túlio Vargas, secretário de estado da justiça
- Prof. David Carneiro: o historiador
- Academia Paranaense de Letras, 1936-1995: biobibliografia
- Academia Paranaense de Letras: 1939-2006: biobibliografia